# اهرم (مالی)
اهرم (به انگلیسی: Leverage) در امور مالی، اصطلاحی است برای اشاره به نوعی روش تکثیر کردن سود یا زیان. به عبارت دقیق‌تر اهرم به معنی قرض کردن پول به منظور چند برابر کردن درآمد حاصل از دادوستد است.
اهرم یا لورج (Leverage) در بازار فارکس در واقع میزان سرمایه‌ای است که بروکر به مشتریان خود ارائه می‌دهد تا بتوانند با آن سرمایه به معامله یا ترید در بازار بپردازند. با استفاده از پول قرضی از کارگزاری‌ها، می‌توان تریدهای بزرگ‌تری را انجام داد و به سود بیشتری رسید. برای مثال، اگر در بازار فارکس ۱۰۰ دلار سرمایه داشته باشید و کارگزاری شما اهرم ۱:۱۰۰ ارائه دهد، شما می‌توانید به‌جای ۱۰۰ دلار تا ۱۰ هزار دلار معامله انجام دهید. این یعنی شما فقط ۱٪ از کل مبلغ معامله را سرمایه‌گذاری کرده‌اید و بقیه مبلغ به‌صورت قرضی از کارگزاری تامین می‌شود. با این کار، حتی تغییرات کوچک در قیمت‌ها هم می‌تواند منجر به سود یا زیان‌های قابل‌توجه شود.
از طرفی، باید توجه داشته باشید که اهرم یک شمشیر دو لبه می‌باشد و ممکن است با ریسک بالا همراه باشد. برای مثال، اگر معامله شما با ۱۰,۰۰۰ دلار (که ۱۰۰ دلار آن پول شخصی شما و بقیه قرضی است) انجام شود و قیمت به طرز قابل توجهی کاهش یابد، ممکن است ضرری بزرگ‌تر از سرمایه اولیه خود متحمل شوید. در زبان انگلیسی لورج با نام gearing نیز شناخته می‌شود.
نمونه ایجاد اهرم مالی:
فرض کنید ۱۰ سکه دارید و با آن معامله‌ای می‌کنید که یک سکه سود خالص برای شما به ارمغان می‌آورد. سپس به یک کارگزار رجوع کرده و ۹۰ سکه از او قرض می‌گیرید. این‌بار معامله مشابهی انجام می‌دهید اما این‌بار ۱۰۰ سکه وارد معامله می‌کنید و از این طریق ۱۱۰ سکه به‌دست می‌آورید. سپس ۹۰ سکه‌ای که قرض کرده بودید را به کارگزار پس می‌دهید، ۱۰ سکه اولیه‌تان را هم به جیب بازگردانده و ۱۰ سکه سود خالص در دست خواهید داشت. با این روش برای خود یک اهرم مالی ایجاد کرده‌اید.

## روش‌های معمول کسب اهرم
روش‌های معمول کسب اهرم، قرض گرفتن پول، خریدن دارایی ثابت و استفاده از ابزار مشتقه است.

### قرض گرفتن پول
یک شرکت دولتی با قرض گرفتن پول، برای موجودی‌اش اهرم می‌سازد. هرچه پول بیشتری قرض بگیرد به سرمایه کمتری نیاز دارد، پس هر سود یا ضرری روی پایه کوچکتری به‌دست آمده و نتیجتاً نسبت بزرگتری می‌سازد.

### خریدندارایی ثابت
یک مؤسسه تجاری با خریدن دارایی ثابت، می‌تواند برای عایدی اش اهرم ایجاد کند. این کار نسبت دارایی ثابت را در ترکیب سرمایه شرکت در مقابل متغیرها و هزینه‌ها زیاد خواهد کرد؛ به این معنی که تغییری کوچک در عایدی، تغییر بزرگی در سود عملیاتی به وجود می‌آورد.

### استفاده ازابزار مشتقه
شرکت‌های پوشش سرمایه اغلب برای دارایی‌هایشان با استفاده از ابزارهای مشتقه اهرم به وجود می‌آورند، برای مثال یک چنین شرکتی می‌تواند با صرف ۱ میلیون دلار حاشیه سرمایه، به معامله نفت خام به ارزش ۲۰ میلیون دلار بپردازد و از این طریق سود و زیان عایدش شود.